# Joos (radioprogramma)
Joos was een Vlaams praatprogramma op Radio 1. Het dankt zijn titel aan de achternaam van de presentatrice, Ruth Joos.
Tijdens elke uitzending interviewde Joos mensen rond actuele thema's, maar ook rond cultuur en sport. Joos kreeg goede kritieken omdat de gasten de kans kregen om uitgebreid hun verhaal te doen.
Desondanks werd het programma afgevoerd vanwege tegenvallende luistercijfers. Dit bracht bij veel luisteraars, alsook Joos' collega's heel wat verontwaardigde reacties teweeg. Joos zelf stapte over naar televisiezender Canvas.